# Żednia (stacja kolejowa)
Żednia – przystanek osobowy, a dawniej stacja kolejowa w Żednii na linii kolejowej nr 37, w województwie podlaskim, w Polsce.

## Ruch pasażerski
| Rok  | Wymiana pasażerska na dobę |
| ---- | -------------------------- |
| 2017 | 0-9                        |
| 2022 | 0-9                        |

Od 10 lutego 1940 roku do czerwca 1941 roku ze stacji dokonywano przymusowych wywózek Polaków na Syberię. W lipcu 1944 roku wycofujące się wojska niemieckie wysadziły w powietrze dworzec kolejowy.
W marcu 1989 roku po katastrofie kolejowej w Białymstoku na stacji Żednia po wcześniejszym sprawdzeniu i dostarczeniu nowych wózków w Białymstoku, odstawiano wagony cysterny uczestniczące w wypadku, które ostatecznie odjechały do Włocławka.

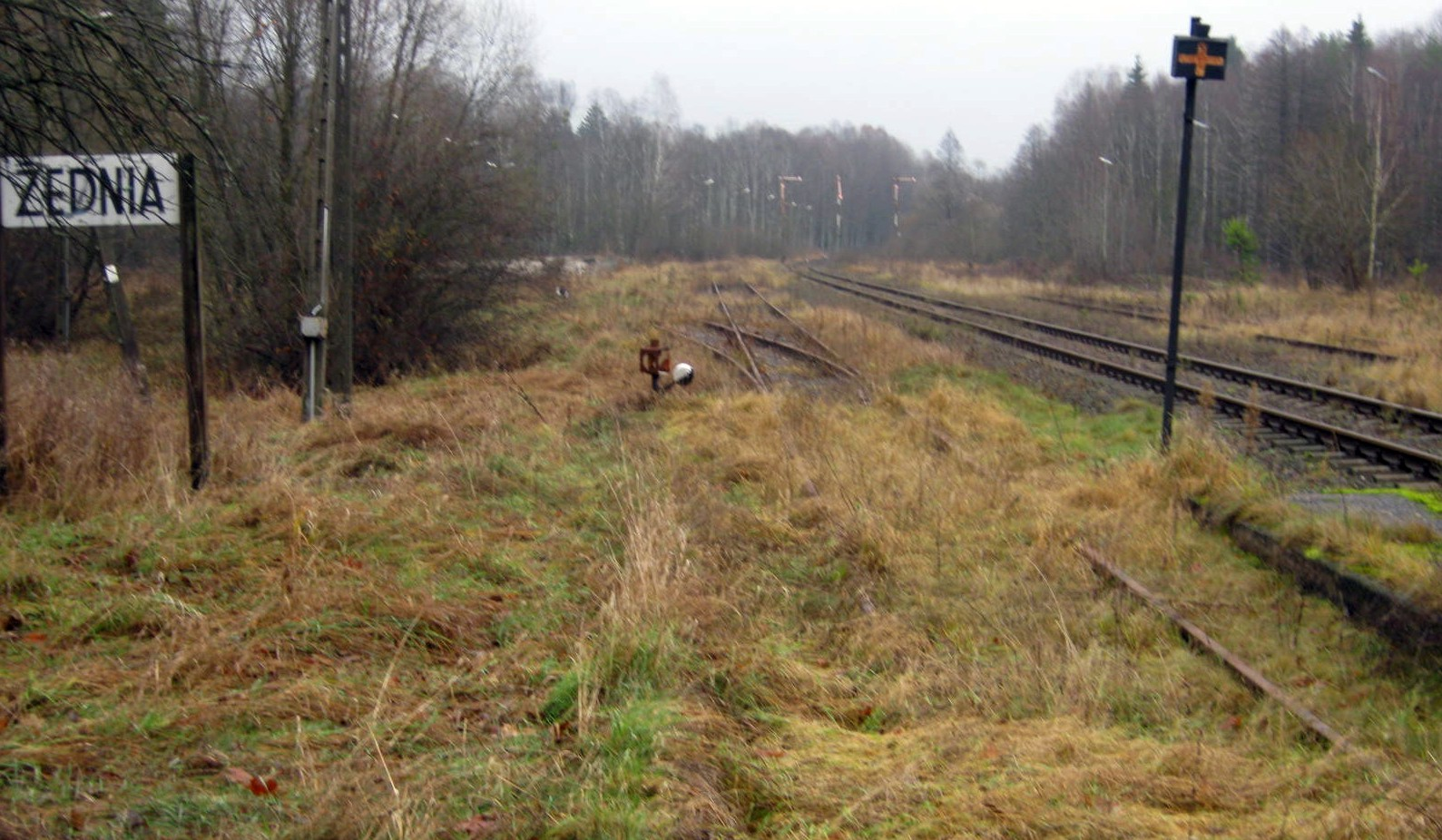
Stacja przed reaktywacją ruchu w 2016 roku.

Przy stacji istnieje budynek mieszkalny dla kolejarzy, który po II wojnie światowej częściowo został adaptowany na cele dworca, mieściła się tam poczekalnia i kasa biletowo-bagażowa.
Do 2 kwietnia 2000 roku zdegradowana stacja do roli przystanku osobowego obsługiwała ruch pasażerski. W międzyczasie okazjonalnie uruchamiane były pasażerskie pociągi specjalne w ramach finałów Wielkiej Orkiestry Świątecznej Pomocy w latach 2011–2016. Ponownie otwarty dla ruchu 2 lipca 2016 roku, kiedy reaktywowano połączenia Białystok-Waliły. Pociągi kursują w okresie wiosenno-jesiennym, począwszy od lipca 2016 roku.
Przed ponownym uruchomieniem ruchu pasażerskiego pod koniec czerwca 2016 roku uzupełniono wskaźniki, pojawiła się nowa tablica z nazwą punktu eksploatacyjnego, rozkładem jazdy oraz danymi handlowymi przewoźnika. W kolejnych latach ustawiono wiatę dla podróżnych i gablotę.